# Kanjani Eight
I Kanjani Eight (関ジャニ∞（エイト）?, Kanjani Eito, stilizzato in Kanjani∞) sono un gruppo musicale giapponese facente parte della scuderia Johnny & Associates.

## Storia
I Kanjami Eight sono Yū Yokoyama, Subaru Shibutani, Shingo Murakami, Ryuhei Maruyama, Ryō Nishikido (membro anche dei NEWS sino al 2011), Shota Yasuda e Tadayoshi Okura, tutti provenienti dalla regione del Kansai. Del gruppo faceva parte anche Hiroki Uchi, ma ne venne allontanato in seguito al suo arresto per aver bevuto alcolici ancora minorenne. Il gruppo è gestito dall'agenzia di talenti Johnny & Associates ed è sotto contratto con la Imperial Records.
Il gruppo è stato fondato nel 2002 e ha pubblicato il primo album nel 2004 con il nome "Johnny's modern enka group", benché già dopo il 2006 il loro stile e la loro musica fosse diventata un mix di pop e rock. Il loro singolo di debutto è stato Naniwa iroha bushi, arrivato alla prima posizione della classifica enka della Oricon e all'ottava di quella generica dei singoli. Il loro album di debutto KJ1 F.T.O ha debuttato invece direttamente alla prima posizione degli album più venduti in Giappone, venendo certificato disco di platino in poche settimane. Al 2012, tutti i successivi album del gruppo hanno raggiunto sia la prima posizione della classifica, sia la certificazione di dischi di platino.
Come tutti gli altri gruppi gestiti da Johnny & Associates, i Kanjani Eight lavorano anche in altri ambiti dell'industria dell'intrattenimento come televisione, cinema, teatro e radio; sui membri del gruppo è stato anche realizzato il manga Honma ni Kanjani Eight!!. Inoltre internamente al gruppo sono stati formati dei sottogruppi di diversi generi: i SubaruBand, gruppo prevalentemente rock composto da Shibutani (vo), Maruyama (ba), Yasuda (g) e Ohkura (dr); i SanKyōDai, specializzato in musica composta e composto da Yu (Yokoyama), Chipa (Yasuda) e Baru (Shibutani); gli YamaDa, duo manzai composto da Maruyama e Yasuda. Infine, Kanjani Sentai Eightranger (関ジャニ戦隊∞レンジャー?, Kanjani Sentai Eitorenjā) è il nome che il gruppo assume nelle vesti di supereroi sentai, durante alcune performance dal vivo.
I Kanjani Eight mantengono un'immagine pubblica legata agli stereotipi tipici associati agli abitanti del Kansai, e in particolare quelli di Osaka, da cui provengono sei membri del gruppo, che è un tema ricorrente delle loro canzoni: il brano Sukiyanen, Osaka è una dichiarazione d'amore per la città, mentre ∞saka obaachan Rock è un omaggio alle madri e le nonne di Osaka.

## Formazione

### Formazione attuale
- Yū Yokoyama (横山 裕) 9 maggio 1981 (vero nome Kimitaka Yokoyama (横山 侯隆))
- Shingo Murakami (村上 信五) 26 gennaio 1982
- Ryuhei Maruyama (丸山 隆平) 26 novembre, 1983
- Shota Yasuda (安田 章大) 11 settembre 1984
- Tadayoshi Okura (大倉 忠義) 16 maggio 1985

### Ex componenti
- Hiroki Uchi (内 博貴) 10 settembre 1986
- Subaru Shibutani (渋谷 すばる) 22 settembre 1981
- Ryō Nishikido (錦戸 亮) 3 novembre 1984

## Discografia

### Singoli
- 2004-09-21 - Naniwa Iroha Bushi (1°) [Normal + Limited Osaka]
- 2005-03-07 - Osaka Rainy Blues (2°)
- 2005-09-14 - Sukiyanen, Osaka. / Oh! Enka / Mugendai (3°) [Normal + Limited]
- 2006-06-07 - 8SAKA Obachan ROCK / Osaka Romanesque (4°) [Normal + Limited]
- 2006-12-13 - Kanfu Fighting (5°) [Normal + Limited in 7 versioni con il colore del proprio membro preferito]
- 2007-04-11 - Zukkoke Otokomichi (6°) [Normal + Limited]
- 2007-10-17 - It's My Soul (7°) [Normal + Limited]
- 2008-03-12 - Wahaha (8°) [Normal + Limited]
- 2008-10-29 - Musekinin Hero (9°) [Normal + Limited Type 1 + Limited Type 2]
- 2009-11-04 - Kyuu☆Jo☆Show!! (10°) [Normal + Limited Type 1 + Limited Type 2]
- 2009-12-23 - GIFT -Shiro- (11°) [Solo Limited]
- 2009-12-24 - GIFT -Aka- (12°) [Solo Limited]
- 2009-12-25 - GIFT -Midori- (13°) [Solo Limited]
- 2010-06-30 - Wonderful World!! (14°) [Normal + Limited Type 1 + Limited Type 2]
- 2010-08-25 - LIFE ~Me no Mae no Mukou e~ (15°) [Normal + Limited Type 1 + Limited Type 2]
- 2011-04-20 - T.W.L / Yellow Pansy Street (16°) [Normal + Limited Type 1 + Limited Type 2]
- 2011-05-11 - My Home (17°) [Normal + Limited]
- 2011-06-08 - 365 Nichi Kazoku (18°) [Normal + Limited]
- 2011-08-17 - Tsubusa ni Koi (19°) [Normal + Limited]
- 2012-06-13 - Ai Deshita. (20°) [Normal + Limited]
- 2012-07-25 - ER (21°) [Normal + Limited Type 1 + Limited Type 2]
- 2012-09-05 - Aoppana (22°) [Normal + Limited]
- 2013-04-24 - Hesomagari / Koko ni Shikanai Keshiki (23°) [Normal + Limited Type 1 + Limited Type 2]
- 2013-06-12 - Namida no Kotae (24°) [Normal + Limited Type 1 + Limited Type 2]
- 2013-12-04 - Kokoro Sora Moyo (25°) [Normal + Limited]
- 2014-01-15 - Hibiki (26°) [Normal + Limited]
- 2014-02-19 - King of Otoko! (27°) [Normal + Limited Type 1 + Limited Type 2]
- 2014-07-02 - Omoidama (28°) [Normal + Limited]
- 2014-08-06 - ER2 (29°) [Normal + Limited Type 1 + Limited Type 2]
- 2014-10-15 - Ittajyanaika / CloveR (30°) [Normal + Limited Type 1 + Limited Type 2]
- 2014-12-03 - Gamushara Koshinkyoku (31°) [Normal + Limited]
- 2015-06-03 - Tsuyoku Tsuyoku Tsuyoku (32°) [Normal + Limited + Limited bundle]
- 2015-07-01 - Naniwa Iroha Bushi (1°) [ripublicazione CD con l'etichetta INFINITY RECORDS]
- 2015-07-01 - Osaka Rainy Blues (2°) [ripublicazione CD con l'etichetta INFINITY RECORDS]
- 2015-07-01 - Sukiyanen, Osaka. / Oh! Enka / Mugendai (3°) [ripublicazione CD con l'etichetta INFINITY RECORDS]
- 2015-07-01 - 8SAKA Obachan ROCK / Osaka Romanesque (4°) [ripublicazione CD con l'etichetta INFINITY RECORDS]
- 2015-07-01 - Kanfu Fighting (5°) [ripublicazione CD con l'etichetta INFINITY RECORDS]
- 2015-07-01 - Zukkoke Otokomichi (6°) [ripublicazione CD con l'etichetta INFINITY RECORDS]
- 2015-07-01 - It's My Soul (7°) [ripublicazione CD con l'etichetta INFINITY RECORDS]
- 2015-07-01 - Wahaha (8°) [ripublicazione CD con l'etichetta INFINITY RECORDS]
- 2015-07-01 - Musekinin Hero (9°) [ripublicazione CD con l'etichetta INFINITY RECORDS]
- 2015-07-01 - Kyuu☆Jo☆Show!! (10°) [ripublicazione CD con l'etichetta INFINITY RECORDS]
- 2015-07-01 - Wonderful World!! (14°) [ripublicazione CD con l'etichetta INFINITY RECORDS]
- 2015-07-01 - LIFE ~Me no Mae no Mukou e~ (15°) [ripublicazione CD con l'etichetta INFINITY RECORDS]
- 2015-07-01 - T.W.L / Yellow Pansy Street (16°) [ripublicazione CD con l'etichetta INFINITY RECORDS]
- 2015-07-01 - My Home (17°) [ripublicazione CD con l'etichetta INFINITY RECORDS]
- 2015-07-01 - 365 Nichi Kazoku (18°) [ripublicazione CD con l'etichetta INFINITY RECORDS]
- 2015-07-01 - Tsubusa ni Koi (19°) [ripublicazione CD con l'etichetta INFINITY RECORDS]
- 2015-07-01 - Ai Deshita. (20°) [ripublicazione CD con l'etichetta INFINITY RECORDS]
- 2015-07-01 - ER (21°) [ripublicazione CD con l'etichetta INFINITY RECORDS]
- 2015-07-01 - Aoppana (22°) [ripublicazione CD con l'etichetta INFINITY RECORDS]
- 2015-07-01 - Hesomagari / Koko ni Shikanai Keshiki (23°) [ripublicazione CD con l'etichetta INFINITY RECORDS]
- 2015-07-01 - Namida no Kotae (24°) [ripublicazione CD con l'etichetta INFINITY RECORDS]
- 2015-07-01 - Kokoro Sora Moyo (25°) [ripublicazione CD con l'etichetta INFINITY RECORDS]
- 2015-07-01 - Hibiki (26°) [ripublicazione CD con l'etichetta INFINITY RECORDS]
- 2015-07-01 - King of Otoko! (27°) [ripublicazione CD con l'etichetta INFINITY RECORDS]
- 2015-07-01 - Omoidama (28°) [ripublicazione CD con l'etichetta INFINITY RECORDS]
- 2015-07-01 - ER2 (29°) [ripublicazione CD con l'etichetta INFINITY RECORDS]
- 2015-08-05 - Maemuki Scream! (33°) [Normal + Limited + Limited Canjani8]
- 2015-12-02 - Samurai Song (34°) [Normal + Limited]

### Album
- 2006-03-15 - F.T.O (1°) [Normal + Limited]
- 2007-06-06 - KJ2 Zukkoke Daidasso (2°) [Normal + Limited Type 1 + Limited Type 2]
- 2009-04-15 - PUZZLE (3°) [Normal + Limited]
- 2010-10-20 - 8UPPERS (4°) [Normal + Limited Type 1 + Limited Type 2]
- 2011-11-06 - FIGHT (5°) [Normal + Limited Type 1 + Limited Type 2]
- 2013-10-16 - JUKE BOX (6°) [Normal + Limited Type 1 + Limited Type 2]
- 2014-11-05 - Kanjanizm (7°) [Normal + Limited Type 1 + Limited Type 2]
- 2015-07-01 - F.T.O (1°) [ripublicazione CD con l'etichetta INFINITY RECORDS]
- 2015-07-01 - KJ2 Zukkoke Daidasso (2°) [ripublicazione CD con l'etichetta INFINITY RECORDS]
- 2015-07-01 - PUZZLE (3°) [ripublicazione CD con l'etichetta INFINITY RECORDS]
- 2015-07-01 - 8UPPERS (4°) [ripublicazione CD con l'etichetta INFINITY RECORDS]
- 2015-07-01 - FIGHT (5°) [ripublicazione CD con l'etichetta INFINITY RECORDS]
- 2015-07-01 - JUKE BOX (6°) [ripublicazione CD con l'etichetta INFINITY RECORDS]
- 2015-11-11 - KANJANI8 no Genki ga Deru CD!! (7°) [Normal + Limited Type 1 + Limited Type 2]

### Mini Album
- 2004-12-15 - Kansha ni Eight (1°) [Normal + Limited]
- 2015-07-01 - Kansha ni Eight (1°) [ripublicazione CD con l'etichetta INFINITY RECORDS]

### Best Album
- 2012-10-17 - 8EST (1°) [Normal + Limited Type 1 + Limited Type 2]
- 2015-07-01 - 8EST (1°) [ripublicazione CD con l'etichetta INFINITY RECORDS]

### Dvd e Bly-Ray
- 2005-03-30 - Excite!!
- 2005-11-23 - Spirits!!
- 2006-09-06 - Heat up! [Normal + Limited]
- 2007-12-12 - 47 [Normal + Limited]
- 2009-09-23 - Kanjani∞ TOUR 2∞9 PUZZLE -∞show Documentary Edition-
- 2009-09-23 - Kanjani∞ TOUR 2∞9 PUZZLE -∞show Dokkiri Edition-
- 2010-03-31 - COUNTDOWN LIVE 2009-2010 in Kyocera Dome Osaka
- 2011-04-13 - KANJANI8 LIVE TOUR 2010→2011 8UPPERS [DVD Normal + Limited e Blu-Ray]
- 2012-03-21 - KANJANI∞ Godai Dome Tour Eight×Eighter Omonnakattara Dome Suimasen [DVD Normal + Limited e Blu-Ray]
- 2013-03-13 - KANJANI8 LIVE TOUR!! 8EST ~Minna no Omoi wa Donandai? Bokura no Omoi wa Mugendai!!~ [DVD Normal + Limited e Blu-Ray]
- 2014-04-30 - KANJANI∞ LIVE TOUR JUKE BOX [DVD Normal + Limited e Blu-Ray]
- 2014-12-24 - Jussai [DVD solo Limited e Blu-Ray Solo Limited]
- 2015-04-29 - Kanjanizm LIVE TOUR 2014≫2015 [DVD Normal + Limited e Blu-Ray]
- 2015-07-01 - Excite!! [ripublicazione DVD con l'etichetta INFINITY RECORDS]
- 2015-07-01 - Spirits!! [ripublicazione DVD con l'etichetta INFINITY RECORDS]
- 2015-07-01 - Heat up! [ripublicazione DVD con l'etichetta INFINITY RECORDS]
- 2015-07-01 - 47 [ripublicazione DVD con l'etichetta INFINITY RECORDS]
- 2015-07-01 - Kanjani∞ TOUR 2∞9 PUZZLE [ripublicazione DVD con l'etichetta INFINITY RECORDS]
- 2015-07-01 - COUNTDOWN LIVE 2009-2010 in Kyocera Dome Osaka [ripublicazione DVD con l'etichetta INFINITY RECORDS]
- 2015-07-01 - KANJANI8 LIVE TOUR 2010→2011 8UPPERS [ripublicazione DVD e Bly-Ray con l'etichetta INFINITY RECORDS]
- 2015-07-01 - KANJANI∞ Godai Dome Tour Eight×Eighter Omonnakattara Dome Suimasen [ripublicazione DVD e Bly-Ray con l'etichetta INFINITY RECORDS]
- 2015-07-01 - KANJANI8 LIVE TOUR!! 8EST ~Minna no Omoi wa Donandai? Bokura no Omoi wa Mugendai!!~ [ripublicazione DVD e Bly-Ray con l'etichetta INFINITY RECORDS]
- 2015-07-01 - KANJANI∞ LIVE TOUR JUKE BOX [ripublicazione DVD e Bly-Ray con l'etichetta INFINITY RECORDS]
- 2016-01-27 - Kanjani 8 Recital Omae no Heart wo Tsukandaru!! [solo Limited DVD e Blu-Ray]

## Rappresentazioni teatrali
- 2002 Another
- 2003 Dōton Boys
- 2004 Summer Storm
- 2004 Magical Musical Dream Boy
- 2005 Hey! Say! Dream Boy
- 2005 Magical Summer
- 2006 Another's Another
- 2006 Dream Boys

## Filmografia

### Programmi televisivi
- 2002 - 2003 J3 Kansai
- 2004 - 2005 Urajani
- 2005 Mugendai no Gimon
- 2005 - 2007 Suka J
- 2003 - 2007 Honjani
- 2007  Oishinsuke
- 2007 - presente Kanjani8 no Janiben
- 2007 - 2008 Mucha Buri
- 2008 - 2009 Can!Jani
- 2008 - presente Ariehen Sekai
- 2009 Kanpani
- 2010 - presente Bōken Japan! Kanjani8 Map
- 2011 - presente Kanjani8 no Shiwake Eight

### Dorama
- 2005 Yakusoku
- 2006 Dive to the Future]
- 2006 Double
- 2006 Kemarishi
- 2006 Jitensha Shonenki
- 2011 Ikiteru Dake de Nankurunaisa
- 2012 Papa wa Idol! (Papadol!)

### Film
- 2010 8Uppers
- 2012 Eito Ranger

## Pubblicazioni

### Photobook
- 2007 Kanjani Eight "E! Honma!? Bikkuri!! TOUR 2007 Close-up Document Photobook

### Manga
- Honma ni Kanjani Eight!! (ほんまに関ジャニ∞!!?, Honma ni Kanjani 8!!)